# Макарій (село)
Макарій (рос. Макарий) — село в Варнавинському районі Нижньогородської області Російської Федерації.
Населення становить 239 осіб. Входить до складу муніципального утворення Богородська сільрада.

## Історія
Від 2009 року входить до складу муніципального утворення Богородська сільрада.

## Населення
| 1999 | 2002 | 2010 |
| ---- | ---- | ---- |
| 315  | ↘288 | ↘239 |